# Grande Mosquée de Diyarbakır
La Grande Mosquée de Diyarbakır (en Turc : Diyarbakır Ulu Camii) est une mosquée de Diyarbakır, en Turquie. Elle une des plus anciennes d'Anatolie, et est considérée par certains comme le cinquième site le plus saint de l'Islam. Elle peut accueillir 5 000 fidèles et fait cohabiter quatre traditions islamiques différentes.

## Histoire
La mosquée actuelle a la même apparence que celle construite en 1091 par le Sultan Malik Shah Ier de la dynastie des Seldjoukides. L'édifice subit des dommages dans un incendie en 1155.
La Grande Mosquée de Diyarbakır est une des plus anciennes mosquées d'Anatolie, après la capture de la ville par les musulmans en 639, un lieu de culte fut érigé, mais il tomba peu à peu en ruines. En 1091 le Sultan Malik Shah Ier et le gouverneur de la cité Maidud Davla ordonnèrent la reconstruction de la mosquée, achevée en 1092, elle possède des similarités avec la Grande Mosquée des Omeyyades de Damas. L'influence syrienne a apporté l'architecture omeyyade et la décoration en Anatolie.
Le portail de l'édifice est taillé, il représente deux lions attaquant deux taureaux. La construction consiste en un vaste hall de prière, séparé en trois allées, le toit est, quant à lui, en bois, soutenu par des rangées de piliers en pierre rectangulaires.
Aujourd'hui, la mosquée est un complexe constitué d'autres bâtiments annexes, avec une cour de 63 mètres de long sur 30 mètres de large.
La façade occidentale fut reconstruite par Atabek Inaloglu Abu Mansur Ilaldi entre 1117 et 1125 après qu'un incendie, conséquence d'un tremblement de terre, l'a endommagée en 1115. Il réutilisa des moulures de colonnes et de sculptures d'un théâtre romain.
L'architecte Hibat Allah al Gurgani fut chargé de cette reconstruction, ainsi que de l'érection du minaret carré adjacent le mur de la qibla. Sont incluses deux médersas, la Zinciriye Medresesi datant de 1189 et non connectée à la cour, et la Mesudiye Medresesi datant, elle, de 1193. Un sadirvan de style ottoman fut construit en 1849 au milieu de la cour.
L'édifice compte également de nombreuses inscriptions en coufique, ajoutées tout le long de son histoire. La taille des colonnes et de la cour, ainsi que la richesse de l'ornementation sont des caractéristiques de la Grande Mosquée. Les arcades situées du côté occidental de la cour sont la première utilisation de l'arc brisé en Anatolie.

## Galerie

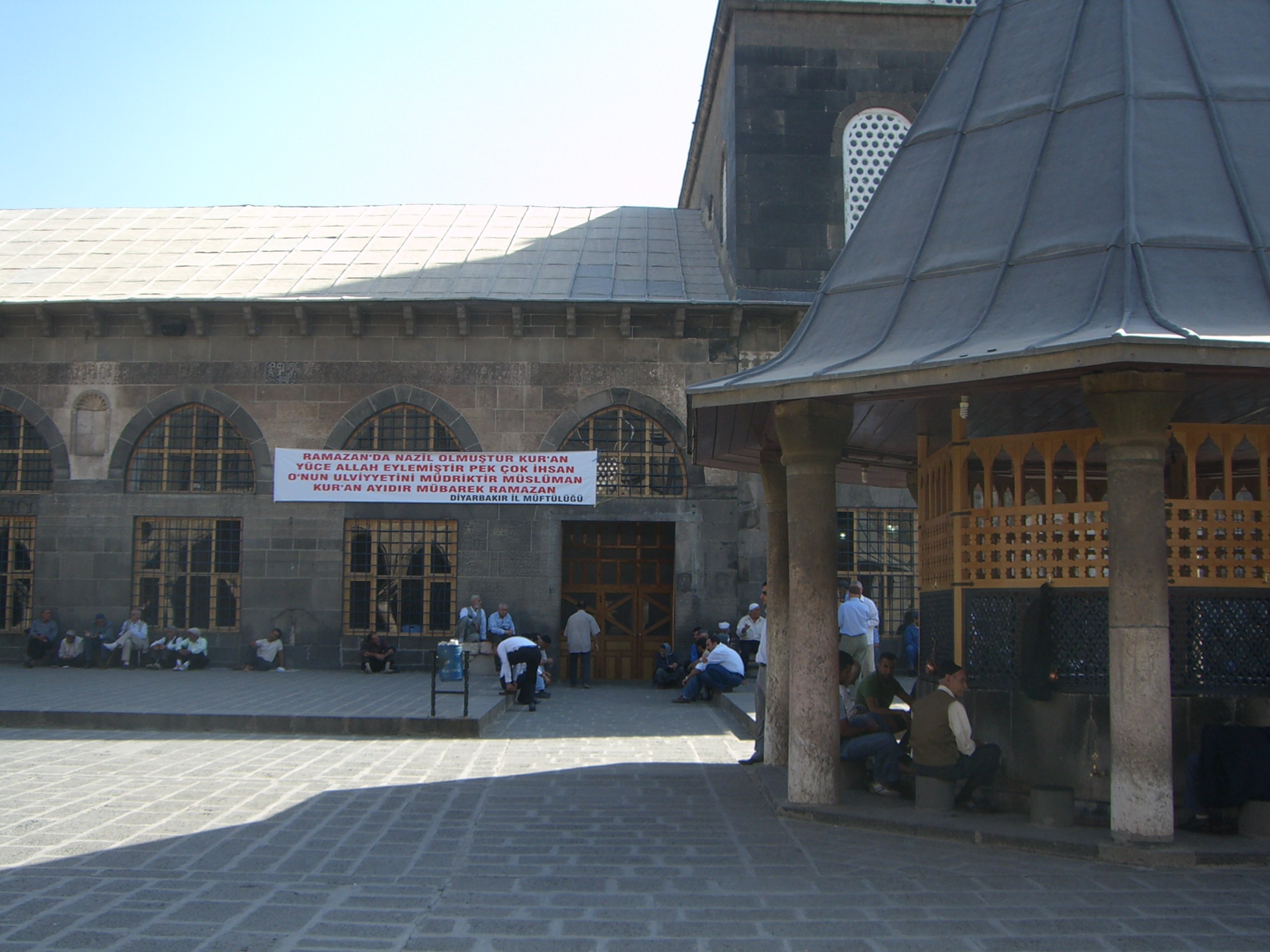
Cour.
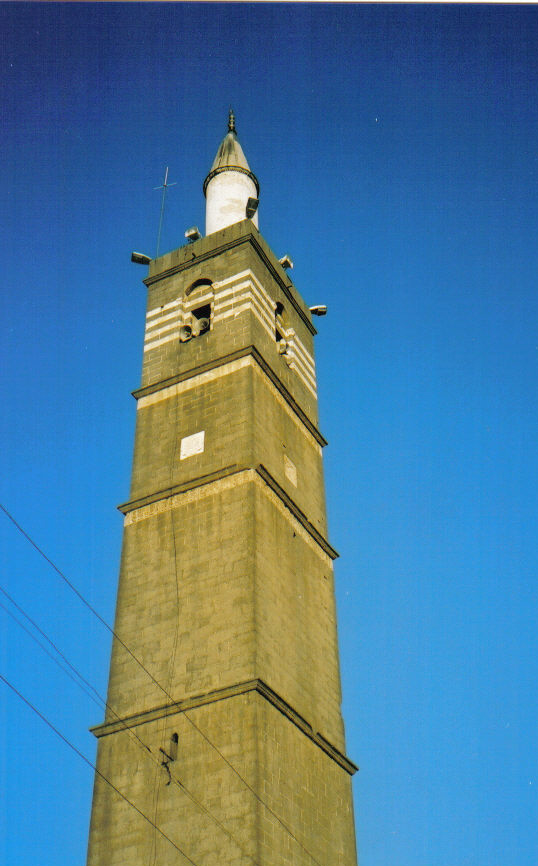
Minaret.
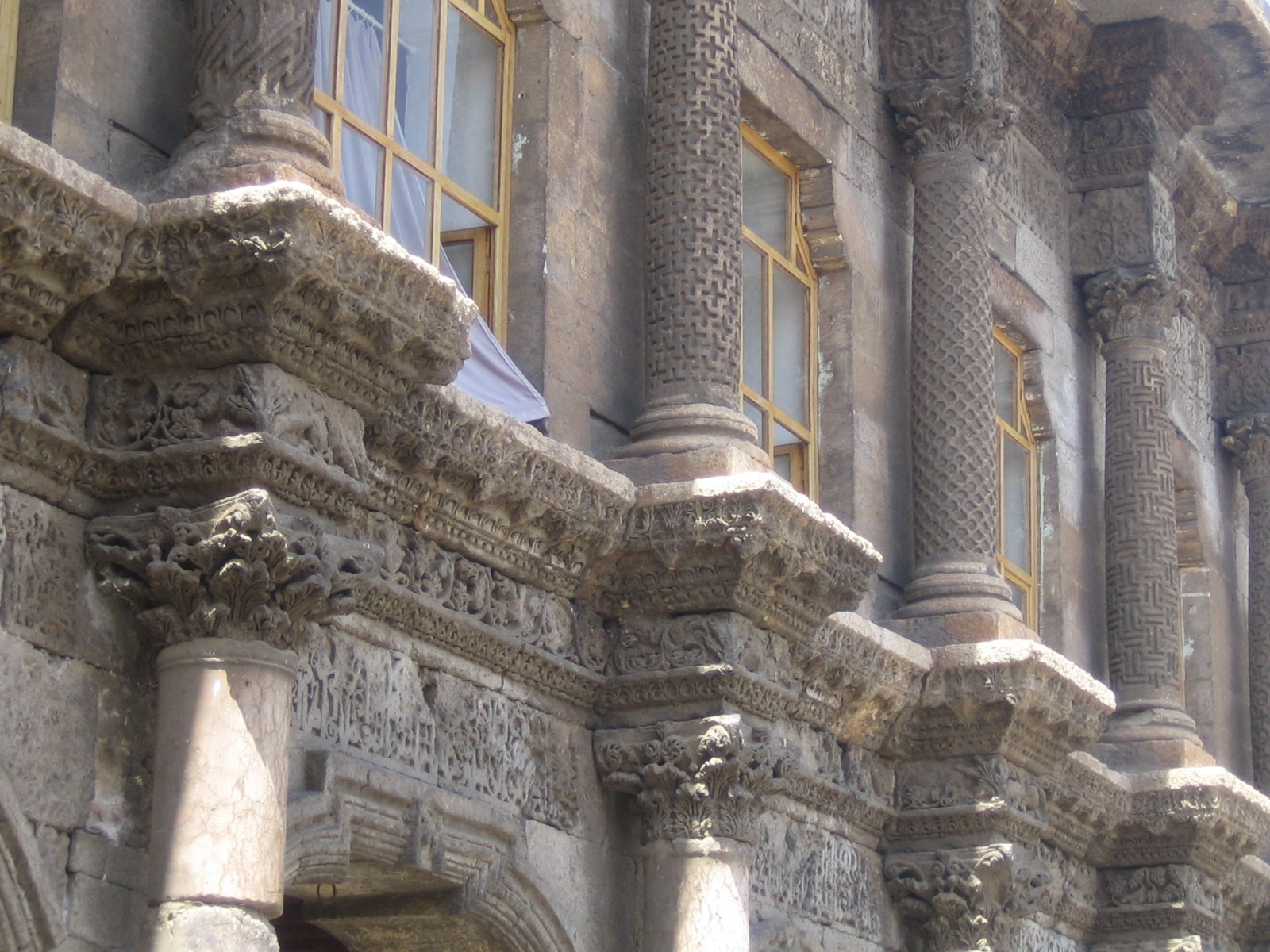
Détail de la façade occidentale.

## Source
- (en) Cet article est partiellement ou en totalité issu de l’article de Wikipédia en anglais intitulé « Great Mosque of Diyarbakır » (voir la liste des auteurs).